# Ernst Trygger

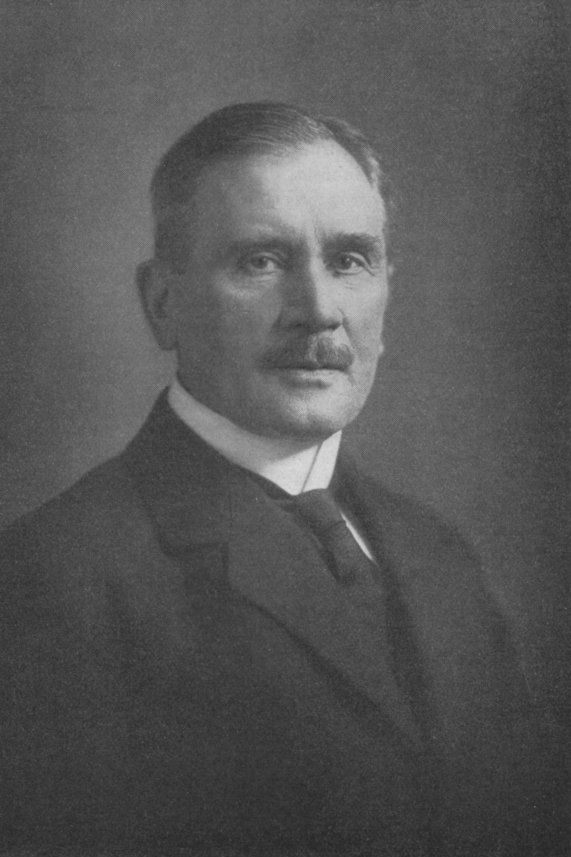
Ernst Trygger

Ernst Trygger (* 27. Oktober 1857 in Stockholm-Skeppsholmen; † 23. September 1943 in Stockholm) war ein schwedischer Rechtswissenschaftler, Politiker und Ministerpräsident von Schweden (Sveriges Statsminister).

## Studium und berufliche Laufbahn
Der Sohn eines Offiziers absolvierte ein Studium der Rechtswissenschaften an der Universität Uppsala. Nach Abschluss des Studiums und der Promotion wurde er 1889 zum Professor für Rechtswissenschaften an die Universität Uppsala berufen. In dieser Funktion gehörte er zwischen 1895 und 1898 auch einer Kommission zur Überprüfung der Grundlagen der Union mit Norwegen an. Von 1905 bis 1907 war er Richter am Högsta domstolen.

## Politische Laufbahn

### Abgeordneter und konservativer Fraktionsvorsitzender
Trygger begann seine politische Laufbahn 1898 mit der Wahl zum Abgeordneten der Ersten Kammer (Första kammaren) des Reichstages an, wo er bis 1937 die Interessen der National Partei (Nationella partiet), einer Vorläuferin der heutigen Moderaten Sammlungspartei vertrat. Als Abgeordneter erwarb er sich bald den Ruf eines guten Redners mit tiefen konservativen Werten.
1909 wurde er zunächst Vorsitzender der Fraktion der Konservativen in der Ersten Kammer und nach deren Vereinigung mit anderen rechtsgerichteten Parteien zur Nationalen Partei der Ersten Kammer von 1913 bis 1933 war er auch deren Fraktionsvorsitzender. Während dieser Zeit war er nicht nur ein Gegner der neuen Strömungen zur Erweiterung der Demokratie und des Parlamentarismus durch die Einführung des allgemeinen Wahlrechts, sondern auch politischer Rivale des Fraktionsvorsitzenden der gemäßigten Sammlungspartei Allmänna Valmansförbundet (Allgemeiner Wählerbund) in der Zweiten Kammer (Andra kammaren), Arvid Lindman. Gleichwohl akzeptierte er später das 1921 eingeführte allgemeine Wahlrecht und die sich daraus ergebende Veränderung der politischen Landschaft.
Während der sogenannten Hofkrise (Borggårdskrisen) vor dem Ersten Weltkrieg war er Geheimer Berater von König Gustav V.

### Ministerpräsident von 1923 bis 1924
Nach dem Rücktritt der Regierung der Sozialdemokratischen Arbeiterpartei von Ministerpräsident Karl Hjalmar Branting am 29. April 1923 wurde er von König Gustav V. zu dessen Nachfolger als Ministerpräsident von Schweden (Sveriges Statsminister) einer Minderheitsregierung ernannt.
Die Hauptprobleme während seiner Regierungszeit waren einerseits die Verteidigungsfrage sowie andererseits die Flüchtlingsfrage aufgrund des Ersten Weltkriegs. Seine um breite Akzeptanz bemühte Politik scheiterte jedoch letztlich an der mangelnden Unterstützung durch die Fraktionen der Sozialdemokratischen Arbeiterpartei sowie der Liberalen Partei.
Im Herbst 1923 kam es zu einer Kabinettskrise, nachdem Außenminister Carl Hederstierna während einer Rede von sowjetischen Journalisten im Fall eines Konflikts zwischen der Sowjetunion und Finnland schwedische Unterstützung für Finnland zugesagt hatte. Diese Haltung führte zu einer schweren Beschädigung der Beziehungen zur Sowjetunion sowie einem Abbruch der Verhandlungen zu einem geplanten Handelsabkommen. Insbesondere sah man aber auch eine Gefahr für die schwedische Neutralitätspolitik. Am 11. November 1923 kam es daher zu einer Ablösung von Hederstierna als Außenminister durch Erik Marks von Württemberg.
Obwohl die Reichstagswahlen von 1924 eine Stärkung der konservativen Parteien brachte, wurde Branting als Vorsitzender der größten Reichstagsfraktion am 19. Oktober 1924 mit der Bildung einer neuen Regierung beauftragt. Ein weiterer Grund für dessen Regierungsauftrag lag wohl auch an der möglicheren Lösung der Verteidigungsfrage aufgrund der Unterstützung durch die Liberalen Parteien.

### Spätere Ämter

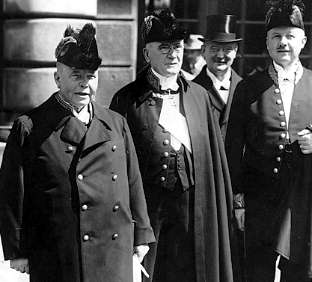
Arvid Lindman (links) auf dem Hof des Stockholmer Schlosses nach der Vereidigung seines 2. Kabinettes mit den Ministern Ernst Trygger (Außen), Claes Lindskog (Erziehung) und Sven Lübeck (Gesundheit und Soziales) im Jahr 1928.

Trygger war vom Oktober 1928 bis zum Juni 1930 noch Außenminister im Kabinett seines alten politischen Rivalen Arvid Lindman.
Im Anschluss daran zog er sich weitgehend aus dem politischen Leben zurück und übernahm wiederum seine Professur für Rechtswissenschaften an der Universität Uppsala.
Trygger wurde 1922 als Ehrenmitglied in die Kungliga Vitterhets Historie och Antikvitets Akademien und 1925 in die Königlich Schwedische Akademie der Wissenschaften aufgenommen. Er erhielt zahlreiche Auszeichnungen, darunter den Seraphinenorden und den
Nordstern-Orden (Kommandeur 1. Klasse).